# Конотопський індустріально-педагогічний фаховий коледж СумДУ
Конотопський індустріально-педагогічний фаховий коледж Сумського державного університету (КІПФКСумДУ) — заклад фахової передвищої освіти вищої освіти України в Конотопі, як відокремлений структурний підрозділ входить до складу СумДУ.

## Історія
Історія технікуму починалася в післявоєнні роки. Рішенням ЦККП(б)У і РНКУРСР від 26 вересня 1945 року засновано Сумський технікум сільськогосподарського будівництва з розташуванням в м. Конотопі. Виконувачем обов'язків директора технікуму був призначений Пономаренко Ю. М. (1945–1947).
3 червня 1947 року за наказом Міністра вищої освіти УРСР і наказом Відомства в справах сільського колгоспного господарства УРСР Сумський технікум сільськогосподарського будівництва було перейменовано на Конотопський технікум сільського господарства. Його директором призначено Дряпака М. О. (1947—1976).
Перший випуск молодих спеціалістів техніків-будівельників відбувся у грудні 1949 року, а техніків-технологів — у 1950 році.
Постановою Ради народного господарства Харківського економічного адміністративного району від 4 вересня 1959 року Конотопський будівельний технікум перейменовується на Конотопський індустріальний технікум. За проханням директора заводу «КЕМЗ» тов. Зайцева В. І. і головного інженера тов. Барзиловича профіль технікуму було змінено і введено такі нові спеціальності:
- «Виробництво апаратури автоматики і телемеханіки»;
- «Електроапаратобудівництво»;
- «Обробка металів різанням»;
- «Гірниче машинобудівництво» (враховуючи потреби міста, ця спеціальність була відкрита на вечірньому відділенні).

Для забезпечення регіону інженерно-педагогічними кадрами та розширення мережі закладів професійно-технічної освіти наказом Ради Міністрів СРСР з профтехосвіти від 27.11.1970 р. технікум передано Держкомітету з профтехосвіти СРСР. Так розпочинається історія технікуму в системі педагогічної освіти держави.
Наказом Держкомітету з профтехосвіти від 28 квітня 1971 року Конотопський індустріальний технікум перейменовується в Конотопський індустріально-педагогічний технікум Державного комітету Ради Міністрів СРСР по профтехосвіті. Основним завданням закладу стала підготовка майстрів виробничого навчання з нових спеціальностей:
- «Промислове і цивільне будівництво»;
- «Електроустаткування промислових підприємств та установок»;
- «Механізація сільського господарства».

У 1976—1978 роках технікум очолював Рудаков О. М. У цей період в технікумі навчалися іноземні студенти з Монголії, Куби, Алжиру, В'єтнаму.
У 1979—1996 роках навчальний заклад очолював Калініченко В. Ф. Саме тоді оновлюється матеріально-технічна база; кабінети, лабораторії оснащуються сучасним обладнанням, технічними засобами, дидактичними матеріалами; автотракторний парк комплектується новою сучасною технікою. Розширюється сфера культурно-масової роботи: духовий оркестр, вокально-інструментальний ансамбль, гуртки технічної творчості, художньої самодіяльності, спортивні секції. За досягнення і успіхи у підготовці фахівців у 1995 році технікум було нагороджено почесною грамотою Міністерства освіти.
У 1996—2014 роках навчальний заклад очолював Бендерський Михайло Ананійович. Перебудова в державі, реформування в освіті вимагали наполегливої праці по ствердженню та розвитку навчального закладу. Директор технікуму і завуч Білик Л. Г. спрямовують діяльність педагогічного колективу враховуючи вимоги перебудови системи освіти. Як наслідок: розширюється спеціалізація «Професійного навчання» ліцензуються спеціальності:
- «Зварювальне виробництво» (1997 р.);
- «Механізація сільського господарства» (2000 р.);
- «Будівництво та експлуатація будівель і споруд» (2000 р.).

Та відкриваються нові спеціальності:
- «Економіка підприємства» (1999 р.);
- «Фінанси» (2000 р.);
- «Програмування» (2005 р.);
- «Соціальна робота» (2006 р.);
- заочна форма навчання за спеціальністю «Механізація сільського господарства» (1999 р.).

У сучасних ринкових умовах ставляться високі вимоги до якості, регулярності та надійності транспортних зв'язків, безпеки перевезення пасажирів та вантажів, технічного обслуговування автомобілів. Зростає потреба в автосервісних підприємствах із сучасною діагностикою та висококваліфікованими спеціалістами.
Із цією метою в технікумі відкриваються нові сучасні спеціальності:
- «Професійна освіта. Комп'ютерні технології» (2012 р.);
- «Обслуговування та ремонт автомобілів і двигунів» (2012 р).

Відповідно до наказу Міністерства освіти і науки України № 30 від 19.01.2004 року, 2.02.2004 Індустріально-педагогічний технікум реорганізовано в Індустріально-педагогічний технікум шляхом приєднання до Конотопського інституту Сумського державного університету.
За вагомий внесок у розвиток іміджу освіти і науки України, технікум нагороджується у 2009 році Дипломом «Флагмани освіти і науки України».
З травня 2014 по вересень 2016 року технікум очолював директор Казимірчук Р. І.. У цей час перед колективом стоять непрості задачі викликані істотними змінами в державі, а саме прийнятий новий Закон України «Про вищу освіту» спрямований на оптимізацію мережі державних вищих навчальних закладів.
Нині технікум очолює директор Майстренко Наталія Миколаївна. Технікум працює над підвищення якості надання освітніх послуг шляхом впровадження у навчальний процес нових інформаційних, телекомунікаційних технологій, інтерактивних форм та методів навчання відповідно з інтеграцією до європейського освітнього простору із збереженням національних досягнень і власних традицій.

## Матеріальна база
Матеріальна база Індустріально-педагогічного технікуму Конотопського інституту Сумського Державного університету забезпечує у повному обсязі належну підготовку фахівців.
Технікум має на своєму балансі навчально-побутовий корпус, майстерні, два гуртожитки, котельню. Для проведення занять задіяно 30 аудиторій, 16 лабораторій, 4 класи комп'ютерного навчання з виходом до мережі Інтернет. Вісім аудиторій мають мультимедійне обладнання, інші обладнані аудіовізуальною апаратурою та необхідними технічними засобами навчання.
Індустріально-педагогічний технікум Конотопського інституту Сумського Державного університету має власну бібліотеку.
На сьогодні[коли?] працює їдальня на 140 місць, буфет.
Належна увага у технікумі приділяється фізичному вихованню, студентів. Для цього створені необхідні умови і відповідна база. Студенти, працівники удосконалюють спортивну майстерність, покращують рівень здоров'я. Спортивна база технікуму включає спортивну залу, тренажерну залу, відкритий спортивний майданчик. У технікумі працюють секції з баскетболу, волейболу, настільного тенісу, міні-футболу, легкої атлетики, які охоплюють майже 40 % студентської молоді.
У вільний час студенти відвідують гуртки хореографії, вокальний, театральний, технічної творчості. У технікумі діють актова зала, диско-зал, що забезпечують дозвілля студентської молоді.

## Спеціальності
Технікум надає освітні послуги на рівні кваліфікаційних вимог до молодшого спеціаліста на підставі ліцензії серії АЕ № 527470 від 11 листопада 2014 року. Підготовка фахівців здійснюється за першим рівнем акредитації денної форм навчання на базі повної та базової середньої освіти, і освітньо-кваліфікаційного рівня «кваліфікований робітник».
Технікум здійснює підготовку фахівців за багатьма спеціальностями.
На основі базової та повної загальної середньої освіти:
- Економіка підприємства
- Фінанси і кредит
- Експлуатація та ремонт машин і обладнання агропромислового виробництва
- Розробка програмного забезпечення
- Будівництво та експлуатація будівель і споруд
- Соціальна робота
- Обслуговування та ремонт автомобілів і двигунів

Професійна освіта на основі ОКР кваліфікованого робітника:
- Транспорт
- Електротехніка
- Будівництво
- Зварювання
- Комп'ютерні технології

Всі спеціальності ліцензовані та акредитовані.